# Kanton Causse-Comtal
 Causse-Comtal  is een kanton van het Franse departement Aveyron. Het kanton maakt deel uit van de arrondissementen Millau (1) en Rodez (6). In 2021 telde het 12.250 inwoners.

Het kanton werd gevormd ingevolge het decreet van 21 februari 2014 , met uitwerking op 22 maart 2015, met Sébazac-Concourès als hoofdplaats.

## Gemeenten
Het kanton omvat volgende gemeenten:
- Agen-d'Aveyron
- Bozouls
- Gabriac
- La Loubière
- Montrozier
- Rodelle
- Sébazac-Concourès